# Coupe Kirin 2016
Navigation
Édition précédente Édition suivante
La Coupe Kirin Soccer 2016 est la trente-deuxième édition de la Coupe Kirin. Disputée en juin 2016, au Japon, elle oppose les équipes nationales du Japon (pays hôte), de la Bosnie-Herzégovine, de la Bulgarie et du Danemark.

## Résultats

### Tableau final
|  | Demi-finales       | Demi-finales       |          |   | Finale        | Finale        |
|  | Demi-finales       | Demi-finales       |          |   | Finale        | Finale        |
|  |                    |                    |          |   |               |               |
|  | 3 juin, Aichi      | 3 juin, Aichi      |          |   | 7 juin, Suita | 7 juin, Suita |
|  | 3 juin, Aichi      | 3 juin, Aichi      |          |   | 7 juin, Suita | 7 juin, Suita |
|  | Bosnie-Herzégovine | 2 (4)              |          |   | 7 juin, Suita | 7 juin, Suita |
|  | Bosnie-Herzégovine | 2 (4)              |          |   | 7 juin, Suita | 7 juin, Suita |
|  | Danemark           | 2 (3)              |          |   | 7 juin, Suita | 7 juin, Suita |
|  | Danemark           | 2 (3)              | Japon    | 1 |               |               |
|  | 3 juin, Aichi      |                    | Japon    | 1 |               |               |
|  |                    | Bosnie-Herzégovine | 2        |   |               |               |
|  | Japon              | Bosnie-Herzégovine | 2        | 7 |               |               |
|  | Japon              |                    |          | 7 |               |               |
|  | Bulgarie           | 2                  |          |   |               |               |
|  | Bulgarie           | 2                  | 3e place |   |               |               |
|  |                    |                    |          |   |               |               |
|  | 7 juin, Suita      |                    |          |   |               |               |
|  |                    |                    |          |   |               |               |
|  | Danemark           | 4                  |          |   |               |               |
|  | Danemark           | 4                  |          |   |               |               |
|  | Bulgarie           | 0                  |          |   |               |               |
|  | Bulgarie           | 0                  |          |   |               |               |

### Demi-finales
| 3 juin 2016                                         | Bosnie-Herzégovine | 2 - 2                                                    | Danemark               | Toyota Stadium, Aichi                                  |                                                        |
|                                                     | Đurić 52e 83e      | (0 - 2)                                                  | 22e Kjær · 41e Fischer | Spectateurs : 14 001 Arbitrage : Benjamin Jon Williams | Spectateurs : 14 001 Arbitrage : Benjamin Jon Williams |
|                                                     | Rapport            |                                                          |                        | Spectateurs : 14 001 Arbitrage : Benjamin Jon Williams | Spectateurs : 14 001 Arbitrage : Benjamin Jon Williams |
| Vrančić · Krunić · Hodžić · Stevanović · Medunjanin | Tirs au but 4 - 3  | Rasmussen · Vestergaard · Christensen · Schöne · Eriksen |                        | Spectateurs : 14 001 Arbitrage : Benjamin Jon Williams | Spectateurs : 14 001 Arbitrage : Benjamin Jon Williams |

| 3 juin 2016 | Japon                                                                        | 7 - 2   | Bulgarie                      | Toyota Stadium, Aichi                               |                                                     |
|             | Okazaki 3e · Kagawa 26e 35e · Yoshida 38e 53e · Usami 57e · Asano 87e (pen.) | (4 - 0) | 59e Aleksandrov · 82e Chochev | Spectateurs : 41 940 Arbitrage : Bartosz Frankowski | Spectateurs : 41 940 Arbitrage : Bartosz Frankowski |
|             | Rapport                                                                      |         |                               | Spectateurs : 41 940 Arbitrage : Bartosz Frankowski | Spectateurs : 41 940 Arbitrage : Bartosz Frankowski |

### Match pour la3eplace
| 7 juin 2016 | Danemark                            | 4 - 0   | Bulgarie | Suita City Football Stadium, Suita          |                                             |
|             | Rasmussen 39e · Eriksen 72e 74e 82e | (1 - 0) |          | Spectateurs : 14 226 Arbitrage : Ryūji Satō | Spectateurs : 14 226 Arbitrage : Ryūji Satō |
|             | Rapport                             |         |          | Spectateurs : 14 226 Arbitrage : Ryūji Satō | Spectateurs : 14 226 Arbitrage : Ryūji Satō |

### Finale
| 7 juin 2016 | Japon        | 1 - 2   | Bosnie-Herzégovine | Suita City Football Stadium, Suita              |                                                 |
|             | Kiyotake 28e | (1 - 1) | 29e 66e Đurić      | Spectateurs : 35 589 Arbitrage : Jarred Gillett | Spectateurs : 35 589 Arbitrage : Jarred Gillett |
|             | Rapport      |         |                    | Spectateurs : 35 589 Arbitrage : Jarred Gillett | Spectateurs : 35 589 Arbitrage : Jarred Gillett |

## Classement des buteurs
4 buts
- Milan Đurić

3 buts
- Christian Eriksen

2 buts
- Shinji Kagawa
- Maya Yoshida

1 but
- Mihail Aleksandrov
- Ivaylo Chochev
- Viktor Fischer
- Simon Kjær
- Takuma Asano (1 pénalty)
- Hiroshi Kiyotake
- Shinji Okazaki
- Takashi Usami

## Vainqueur
| Vainqueur Coupe Kirin 2016 Bosnie-Herzégovine 1er titre |